# 戈伊费尔登
戈伊费尔登是德国巴登-符腾堡州的一个市镇。总面积20.07平方公里，总人口9262人，其中男性4648人，女性4614人（2011年12月31日），人口密度461人/平方公里。